# Cistoadenocarcinoma
El cistoadenocarcinoma es un tipo de cáncer o tumor maligno que se desarrolla a partir de tejido glandular y puede originarse en diferentes partes del organismo, principalmente ovario y páncreas, más raramente en apéndice, tiroides y glándulas salivares. El nombre proviene de que se forman pequeñas vesículas o quistes llenas de líquido y tapizadas por células tumorales. Existen dos variedades, el cistadenocarcinoma seroso en el que los quistes están llenos de un líquido seroso claro, y el cistadenocarcinoma mucinoso en el que la sustancia de los quistes es de consistencia gelatinosa. La variedad benigna de este tumor se denomina cistoadenoma.